# The Osbournes
The Osbournes foi um reality show transmitido pela MTV nos Estados Unidos e transmitido sem censura pela CTV no Canadá. O show apresentava a vida doméstica de Ozzy Osbourne e a sua família disfuncional. Estreou-se em 5 de Março de 2002, e na sua primeira época foi citada como a série com mais espectadores da MTV em toda a sua história.
O último episódio desse programa foi ao ar nos EUA em abril de 2005. Em 2006, durante as comemorações dos 25 anos da MTV, a filial brasileira reprisou alguns episódios da primeira temporada na faixa das 21:30 (horário de Brasília).